# Michelangelo Petruzziello
Michelangelo Petruzziello (Montefalcione, 12 gennaio 1902 – Montefalcione, 21 agosto 1961) è stato un latinista italiano, professore di lettere classiche nei licei e uno degli esponenti della tradizione culturale in lingua latina.

## Biografia
Nasce  in una famiglia contadina, dopo gli studi secondari nel seminario di Benevento, Michelangelo Petruzziello non scelse la vita sacerdotale. Si laureò in lettere classiche all'Università di Napoli nel 1927 e si dedicò subito all'insegnamento negli istituti secondari.
Nel 1932 pubblicò la prima parte di una sua traduzione in endecasillabi dell’Ars Poetica di Orazio.
Nel 1953 al Certamen Capitolinum con il racconto Mater infelixsi aggiudicherà il secondo posto, in seguito nel 1956 e 1957 partecipò al Certamen poeticum Hoeufftianum con due poesie Vetus pistrinum e Cicada.

## Opere principali
- Michelangelo Petruzziello. L'arte poetica di Q. Orazio Flacco tradotta in versi italiani. Avellino, 1932.
- Michelangelo Petruzziello. Mater infelix, in Certamen Capitolinum IV, MDCCCCLIII. Roma, 1953.
- Michelangelo Petruzziello, Vetus pistrinum. Amstelodami, Academia Regia Disciplinarum Nederlandica, 1956.
- Michelangelo Petruzziello. Cicada. Amstelodami, Academia Regia Disciplinarum Nederlandica, 1961.